# Ottneuses
Ottneuses ist ein Gemeindeteil der Gemeinde Rentweinsdorf im unterfränkischen Landkreis Haßberge in Bayern.

## Geografie
Der Weiler liegt im östlichen Teil des Landkreises auf einem westlichen Hang des Losberges etwa 70 Meter oberhalb des Baunachgrundes. Die Kreisstraße HAS 57 von Rentweinsdorf nach Mürsbach führt durch den Ort.

## Geschichte
Der Ortsname bedeutet Zur neuen Ansiedlung eines Ott oder Ottos.
Die Erstnennung war 1679 als „Ottneusiger“. 1747 wurde der Ort als „Ottneuses“, ein würzburgisches Dorf des Amtes Ebern, bezeichnet. Ottneuses mit seinen vier Gehöften soll der Sage nach auf einen Gutshof zurückgehen, der auf vier Nachkommen aufgeteilt wurde.
1818 entstand der Gemeindeverband Losbergsgereuth, bestehend aus drei Orten, dem Hauptort Losbergsgereuth und zwei Weilern, dem 2,5 Kilometer entfernten Lind und dem 2,0 Kilometer entfernten Ottneuses. 1862 wurde Losbergsgereuth in das neu geschaffene bayerische Bezirksamt Ebern eingegliedert, wo es zum Landgericht Ebern gehörte. 1871 hatte Ottneuses 29 Einwohner. Die katholische Bekenntnisschule und die Pfarrei befanden sich im 2,5 Kilometer entfernten Mürsbach. Im Jahr 1900 zählte die 391,97 Hektar große Landgemeinde Losbergsgereuth 28 Wohngebäude und 133 Einwohner, von denen 78 Katholiken und 55 Protestanten waren. Das katholisch geprägte Ottneuses hatte 22 Einwohner und 4 Wohngebäude. 1925 lebten in Ottneuses 18 Personen in 4 Wohngebäuden. Es gehörte zum Sprengel der evangelischen Pfarrei Rentweinsdorf. 1950 hatte der Ort 19 Einwohner und 4 Wohngebäude. 1970 waren es 24 und 1987 16 Einwohner sowie 4 Wohngebäude mit 4 Wohnungen.
Am 1. April 1971 war die Eingliederung von Ottneuses als Teil der Gemeinde Losbergsgereuth in die Gemeinde Rentweinsdorf. Am 1. Juli 1972 folgte im Rahmen der Gebietsreform die Auflösung des Landkreises Ebern und Ottneuses kam mit Rentweinsdorf zum neuen Haßberg-Kreis.

## Baudenkmäler
Eine Madonnen-Statue aus Sandstein auf einem barockisierenden Inschriftsockel stiftete 1901 der königliche Gymnasiallehrer Georg Hugo Lochner, der aus Ottneuses stammte.
In der Bayerischen Denkmalliste ist ein Baudenkmal aufgeführt.